# Die Blutorgel
Die Blutorgel war eine mehrtägige Performance des Jahres 1962 der Wiener Aktionisten Adolf Frohner, Otto Muehl und Hermann Nitsch, die als Aktionskunst sehr umstritten war. Zur Kunstaktion erschien ein gleichnamiges Manifest.

## Kunstaktion
Sie hatte ihre Premiere 1962 bei einer dreiteiligen Aktion, wobei sich die drei Künstler am 1. Juni 1962 in dem Kelleratelier Muehls in der Perinetgasse Nr. 1 in Wien-Brigittenau bei der Einkerkerung einmauern ließen. Im zweiten Teil wurden im Keller von Frohner Objektmontagen hergestellt, von Muehl Gerümpelplastiken und von Nitsch ein Schüttbild. Im dritten und wichtigsten Teil wurden am 4. Juni 1962 die zuvor eingemauerten Künstler und ihre Werke bei der Ausmauerung durch das Publikum freigelegt; in Kombination mit der Präsentation des zuvor entstandenen Schüttbildes von Nitsch (Blutorgelbild: 9 × 2 m, Blut, Dispersion, Schlämmkreide auf Jute) vollzogen die Künstler eine Kreuzigung, Ausweidung und Zerreißung eines toten Lammes. Das geschlachtete und gehäutete Lamm wurde mit dem Kopf nach unten gekreuzigt und in einen Gewölbebogen genagelt, die Innereien auf einen Tisch gelegt und mit Blut und heißem Wasser übergossen. Zentrales Element der Aktion sind außerdem einige weiße Stoffe, die den Kontrast der Farben verstärken.
Ursprünglich dem Happening und dem Fluxus entstammend, wurden Aktionen wie diese der zu dem Zeitpunkt recht isoliert agierenden Wiener Aktionisten unter dem Begriff „Orgien-Mysterien-Theater“ zusammengefasst. Es war ein bewusstes Ziel der Künstler, aus der Aktionsmalerei, wie sie z. B. Frohner praktizierte, ein Aktionstheater zu entwickeln, das als politisches Theater verstanden wurde, wobei sadomasochistische oder exhibitionistische Elemente das damalige österreichische Publikum durchaus irritieren konnten.

## Stellenwert für Nitsch
Für Nitsch lag die Symbolik des Lamms darin, dass in der christlichen Religion das Lamm ein Analogie-Symbol ist für das Menschen-Opfer durch den stellvertretenden Kreuzestod Jesu Christi – insbesondere in der katholischen Liturgie. Dieses sogenannte Lamm Gottes, das Agnus Dei, wird in der christlichen Symbolik und Kunst häufig aufgegriffen, jedoch in dieser Kunstaktion verkehrt herum gekreuzigt. Mit der Zerreißung nimmt Nitsch darüber hinaus auch Bezug auf den Dionysoskult der Antike. Die Aktion des 4. Juni 1962 war für ihn Anlass für weitere Aktionen und für das 1964 veröffentlichte MANIFEST das lamm.

## Zeitschrift „Die Blutorgel“
Neben dem Manifest ging eine kurzlebige, nur in vier Nummern von 1962 bis 1963 erschienene Zeitschrift hervor: Die Blutorgel, Wiener illustrierte politische Zweimonatsschrift (auch andere Untertitel), für die insbesondere Josef Dvorak als Herausgeber verantwortlich zeichnete.